# تشارلز روفوس فيربانكس
تشارلز روفوس فيربانكس هو قاضي وسياسي كندي، ولد في 25 مارس 1790، وتوفي في 15 أبريل 1841. انتخب عضو مجلس نواب نوفا سكوتيا.